# Leschnitz
Leschnitz (polnisch Leśnica [lɛɕˈɲiʦa]) ist eine Stadt in Oberschlesien. Sie ist Sitz der einer Stadt-und-Land-Gemeinde im Powiat Strzelecki (Kreis Groß Strehlitz) in der polnischen Woiwodschaft Opole. Seit 2006 ist Leschnitz offiziell zweisprachig (Polnisch und Deutsch).

## Geographie

### Geographische Lage
Die Stadt Leschnitz liegt in der Mitte der historischen Region Oberschlesien. Leschnitz liegt etwa 14 Kilometer südwestlich der Kreisstadt Strzelce Opolskie (Groß Strehlitz) und etwa 43 Kilometer südöstlich der Woiwodschaftshauptstadt Opole (Oppeln). Der Ort liegt in der Wyżyna Śląska (Schlesisches Hochland) innerhalb der Chełm (Chelm) am südöstlichen Fuß des 385 m hohen St. Annabergs. Durch den Ort fließt der Stockauer Bach (poln. Cedron).
1988 wurde um den St. Annaberg ein 5.775 ha großer Landschaftspark errichtet, der zu 47 % auf dem Gebiet von Leśnica liegt. Ebenso findet sich in der Gemeinde auch ein geologisches Naturschutzgebiet, das 2,68 ha umfasst und in einem alten Steinbruch aus Kalk und Basalt liegt. Diese Stelle erinnert an 5 Millionen Jahre alte Vulkanerscheinungen.

### Nachbarorte
Nachbarorte von Leschnitz sind im Norden Poremba (Poręba), im Osten Lichinia (Lichynia), im Süden Lenkau (Łąki Kozielskie) und Raschowa (Raszowa) und im Westen Zdzieszowice (Deschowitz).

## Geschichte

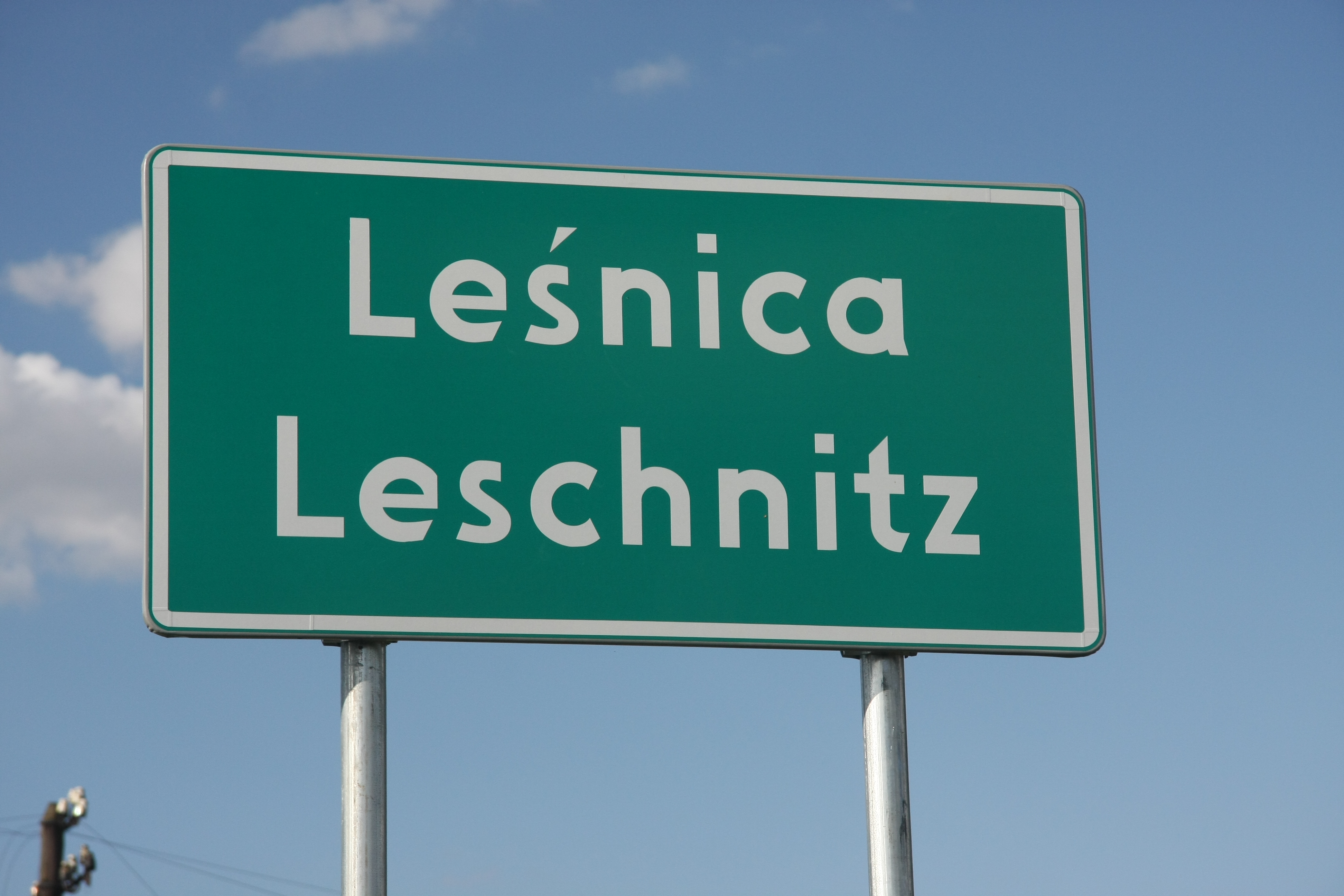
Ortstafel

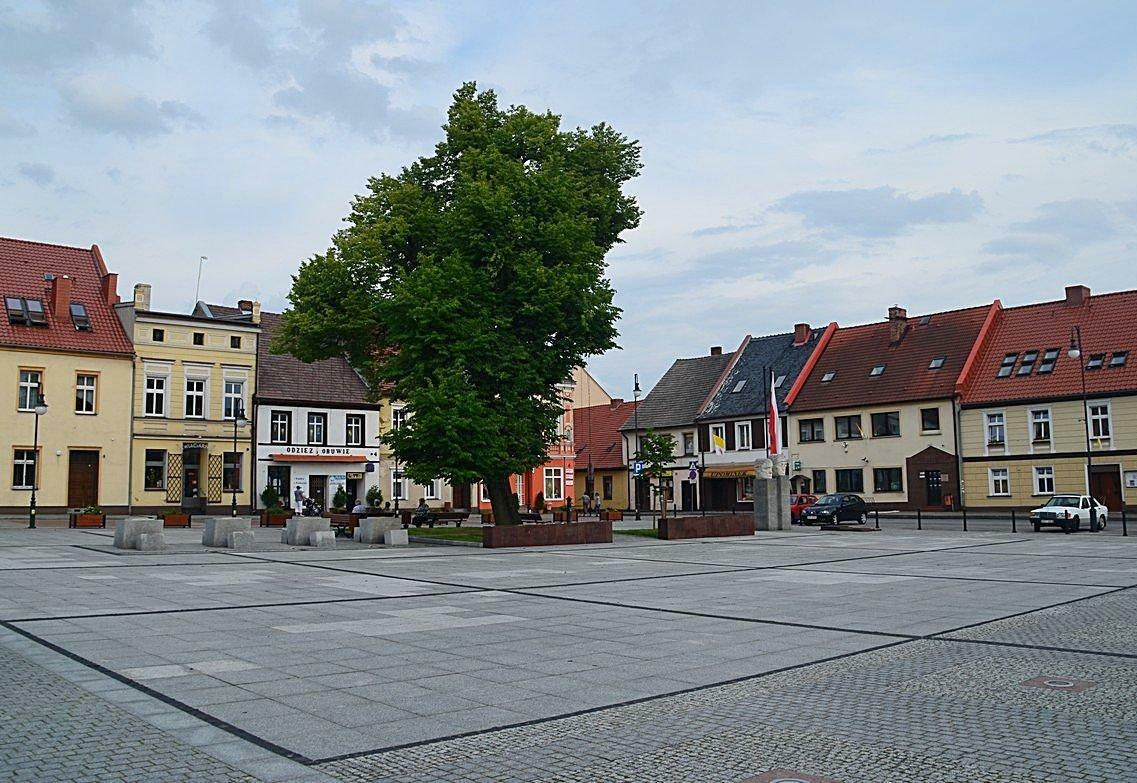
Leschnitzer Ring (Aufnahme 2012)

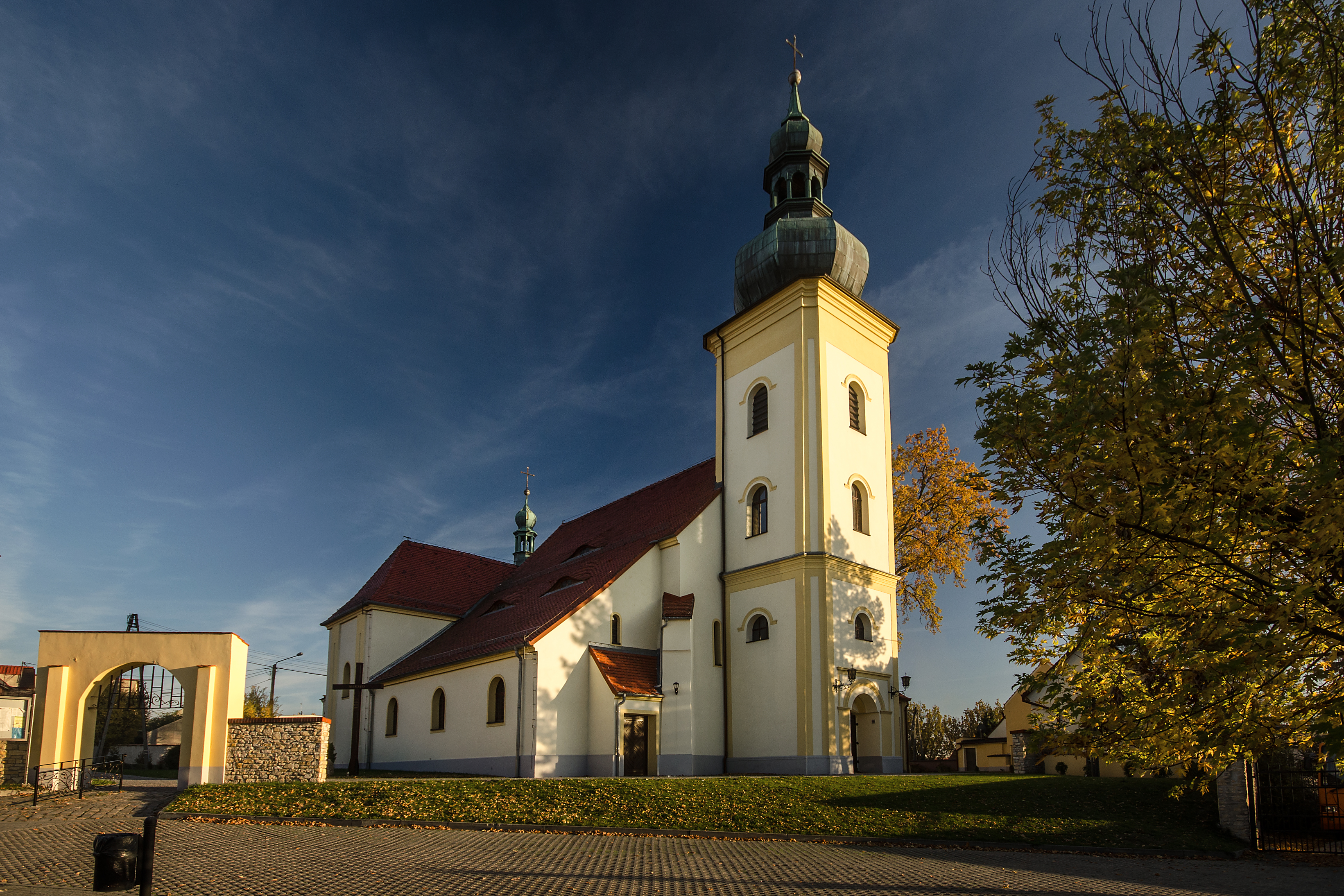
Pfarrkirche zur Heiligen Dreifaltigkeit

Die erste urkundliche Erwähnung des Ortes stammt aus dem Jahr 1217. Zu diesem Zeitpunkt hatte Leschnitz bereits das Stadtrecht und ist somit eine der ältesten Städte Schlesiens. 1257 wurde erstmals eine Holzkirche erwähnt. Die Vogtei des Ortes wurde erstmals 1382 erwähnt. 1429 wurde der Ort während der Hussitenkriege zerstört. 1451 wurde Leschnitz erneut durch einen Brand zerstört, vermutlich verbrannte dabei auch die Pfarrkirche zur heiligen Dreifaltigkeit. Diese wurde danach wieder aufgebaut. Neun Jahre später (1460) wurde die Stadt von Herzog Johann von Auschwitz besetzt, welcher von hier aus das Herzogtum Oppeln verwüstete. In der Topographia Bohemiae, Moraviae et Silesiae von Matthäus Merian aus dem Jahr 1650 wird der Ort als Leschnitz und Leßnitz erwähnt.
Im 18. Jahrhundert gehörte Leschnitz zur Steuerrätliche Inspektion in Neustadt O.S. Nach dem Ersten Schlesischen Krieg fiel Leschnitz 1742 mit dem größten Teil Schlesiens an Preußen. 1782 lebten in der Stadt 646 Einwohner. 1798 wurde eine Fabrik für Schnupftabak errichtet, welche der Stadt zu einer gewissen Berühmtheit verhalf.
Nach der Neuorganisation der Provinz Schlesien gehörte die Landgemeinde Leschnitz ab 1816 zum Landkreis Groß Strehlitz im Regierungsbezirk Oppeln. 1837 suchte die Cholera die Stadt heim, 1843 ein großer Brand. 1845 bestand Leschnitz aus der eigentlichen Stadt sowie drei Vorstädten. In dem Ort gab es eine katholische Pfarrkirche, eine katholische Begräbniskirche, eine katholische Schule, fünf Wassermühlen, zwei Gasthäuser, eine Brennerei, eine Schnupftabakfabrik und 160 Bürgerhäuser (sowie fünf öffentliche Gebäude und 129 Ställe). Im gleichen Jahr zählte Leschnitz 1272 Einwohner, davon 25 evangelisch und 66 jüdisch. Zwischen 1846 und 1848 herrschte in Leschnitz eine große Hungersnot. Die letzte sozusagen abschließende Katastrophe für den Ort war der erneute Ausbruch der Cholera 1866. Gesprochen wurde in dieser Zeit hauptsächlich Deutsch und das sog. Wasserpolnisch. Während des 19. und 20. Jahrhunderts war der Obsthandel von Bedeutung für die Stadtbewohner, die mit den Früchten sogar mit Ungarn und Russland handelten. Weiterhin war das Handwerk und hier speziell Weberei und Schuhmacherei bedeutend.
Ende des 19. Jahrhunderts zerfiel Leschnitz in verschiedene kommunale Einheiten: Die Stadtgemeinde Leschnitz, die die Altstadt umfasste, die Landgemeinde Kzienzowiesch (1922 in Freidorf umbenannt) und die damit zusammengewachsene Freivogtei Leschnitz und der Gutsbezirk Freivogtei Leschnitz. Diese Vorstadtsiedlungen wurden 1928 zur neuen Gemeinde Freidorf zusammengelegt und schließlich 1935 nach Leschnitz eingemeindet, was bis heute so geblieben ist. 1874 wurde der Amtsbezirk Freivogtei Leschnitz gegründet, welcher die Landgemeinden Krassowa, Kzienzowiesch und Leschnitz, Freivogtei und die Gutsbezirke Krassowa Vorwerk und Leschnitz, Freivogtei umfasste.
Am Anfang des 20. Jahrhunderts hatte Leschnitz zwei katholische Kirchen, ein Erziehungsheim für geistig behinderte Kinder und war Sitz eines Amtsgerichts. Vor und nach der Volksabstimmung in Oberschlesien am 20. März 1921 kam es in der Gegend zu bürgerkriegsähnlichen Auseinandersetzungen, bei denen Leschnitz zeitweise von polnischen Aufständischen besetzt wurde. In der Stadt Leschnitz wurden 899 Stimmen für den Verbleib bei Deutschland und 101 für die Angliederung an Polen abgegeben. In der Freivogtei Leschnitz waren es 70 Stimmen für Deutschland und 41 für Polen. In der Freivogtei Leschnitz, Gutsbezirk 47 Stimmen für Deutschland und 6 für Polen, in Freidorf 322 Stimmen für Deutschland und 205 für Polen. Leschnitz verblieb wie der gesamte Stimmkreis Groß Strehlitz beim Deutschen Reich.
1934 erhielt die Stadt Anschluss an das Schienennetz. Ab 1933 führten die neuen nationalsozialistischen Machthabern groß angelegte Umbenennungen von Ortsnamen slawischen Ursprungs durch. 1936 wurde der Ort in Bergstadt umbenannt. Bis 1945 befand sich der Ort im Landkreis Groß Strehlitz. Vom Kampfgeschehen des Zweiten Weltkrieges war die Stadt bis 1945 verschont geblieben. Erst als im Januar 1945 die Rote Armee den Ort erreichte, kam es auch hier zu Kämpfen. Am 23. Januar 1945 wurde die Stadt schließlich von der Roten Armee erobert, kam unter polnische Verwaltung und wurde anschließend der Woiwodschaft Schlesien angeschlossen. 1950 kam der Ort zur Woiwodschaft Opole und 1999 zum wieder gegründeten Powiat Strzelecki.
Da nur ein Teil der angestammten Bewohner geflohen war oder vertrieben wurde, konnte sich in der Gegend eine deutschstämmige Minderheit halten. So gehören laut der letzten polnischen Volkszählung von 2002 28,17 % der Gemeindebevölkerung der deutschen Minderheit an, weitere 7,43 % bezeichneten sich als Schlesier. Der Bürgermeister und 12 von 15 Mitgliedern des Leschnitzer Stadtrates sind bei den Kommunalwahlen 2010 über die Wahlliste der Deutschen Minderheit gewählt worden.
Die Gemeinde genehmigte 2006 Deutsch als Hilfssprache und führte 2008 zweisprachige Ortsbezeichnungen ein.

### Demographie
| Jahr | Einwohnerzahl | Anmerkungen |
| ---- | ------------- | --- |
| 1783 | 0562          | [ 7 ] |
| 1816 | 0803          | [ 8 ] |
| 1825 | 0917          | darunter zwölf Evangelische, 33 Juden |
| 1828 | 0994          | [ 9 ] |
| 1845 | 1272          | davon 25 Evangelische, 1181 Katholiken, 66 Juden |
| 1855 | 1381          | [ 11 ] |
| 1861 | 1413          | davon 25 Evangelische, 1328 Katholiken, 60 Juden Sprache der Einwohner ist deutsch und polnisch                                                         |
| 1967 | 1447          | am 3. Dezember |
| 1871 | 1444          | darunter 50 Evangelische, 60 Juden (1100 Polen); nach anderen Angaben 1439 Einwohner (am 1. Dezember), davon 23 Evangelische, 1375 Katholiken, 42 Juden |
| 1885 | 1554          | darunter 29 Evangelische, 44 Juden |
| 1900 | 1676          | [ 4 ] |
| 1910 | 1811          | Freivogtei Leschnitz inkl. Gutsbezirk 293 Einwohner |
| 1933 | 2800          | [ 14 ] |
| 1939 | 3335          | [ 14 ] |

| Jahr | Einwohner |
| ---- | --------- |
| 1995 | 3159      |
| 2000 | 3080      |
| 2005 | 2946      |

## Kultur und Sehenswürdigkeiten

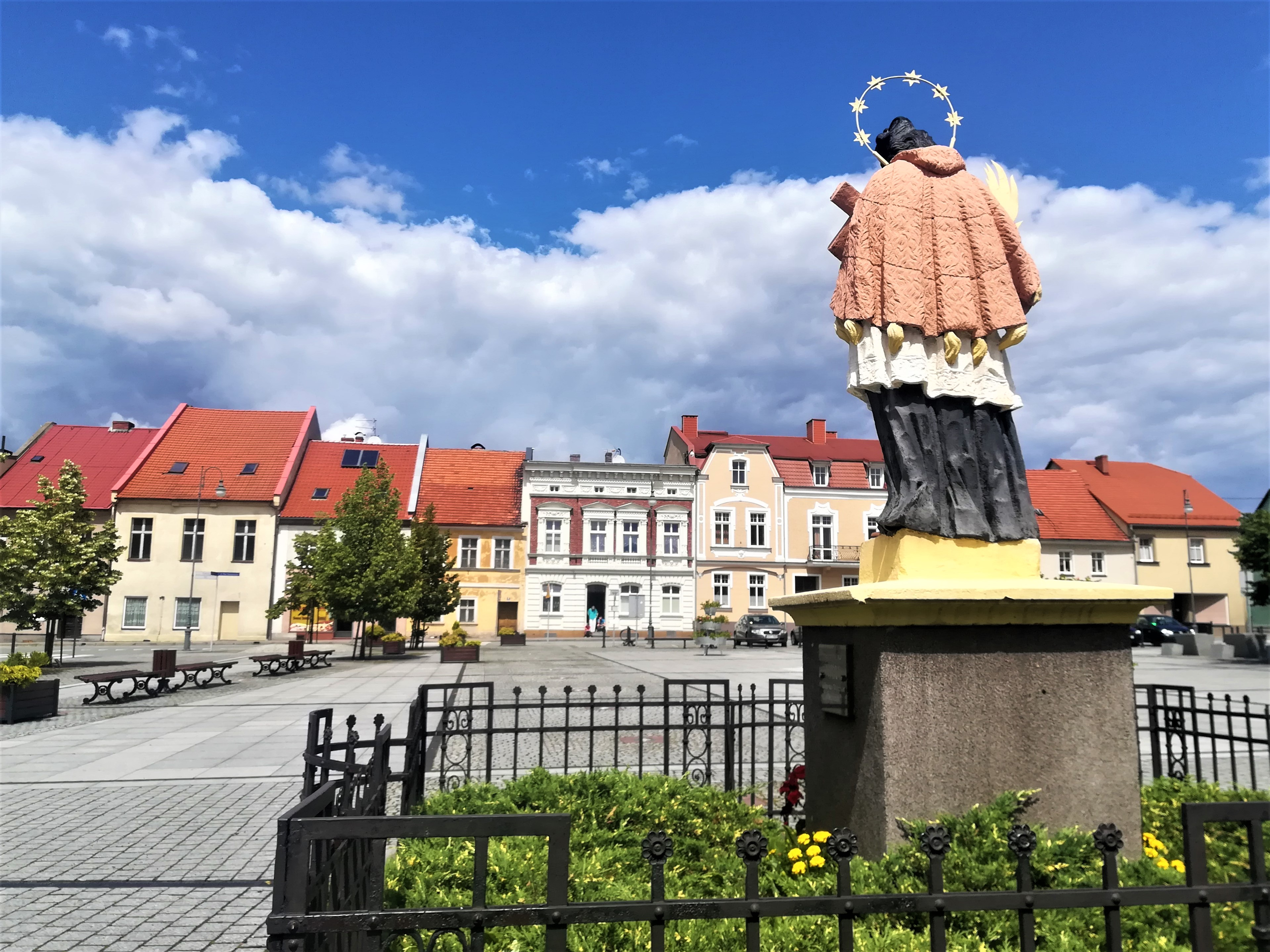
Ring mit Nepomukstatue

### Sehenswürdigkeiten

#### Pfarrkirche zur Heiligen Dreifaltigkeit
Die römisch-katholische Dreifaltigkeitskirche (polnisch Kościół Trójcy Świętej) wurde 1257 erstmals erwähnt. Der heutige steinerne Bau entstand in der zweiten Hälfte des 15. Jahrhunderts. Im 18. Jahrhundert erfolgte eine Barockisierung des Kirchenbaus. 1939 wurde die Kirche um ein Kirchenschiff und eine Sakristei erweitert. Die Kirche ist der Hauptkirche der Pfarrei zur Heiligen Dreifaltigkeit in Leschnitz.

#### Weitere Sehenswürdigkeiten
- Römisch-katholische Begräbniskirche Mater Dei (Matka Boża) aus dem 16./17. Jahrhundert
- Denkmal für die Gefallenen beider Weltkriege auf dem örtlichen Friedhof
- Gedenkstein für die Gefallenen des Ersten Weltkriegs am Plac Marka
- Leschnitzer Ring mit Bürgerhäusern aus dem 19. und 20. Jahrhundert
- Nepomukstatue am Ring
- Stadtpark
- Jüdischer Friedhof an der ul. Strzelecka

### Museen
- Kunstgalerie Galeria Sztuki Kalendarium
- Stadtmuseum Małego Muzeum Leśnickiego

## Verkehr
Leschnitz liegt an der ehemaligen Bahnstrecke Kędzierzyn-Koźle–Kluczbork; der Bahnhof Zdzieszowice an der Bahnstrecke Kędzierzyn-Koźle–Opole trug von 1867 bis 1930 den Namen Leschnitz.

## Vereine
- Deutscher Freundschaftskreis
- Freiwillige Feuerwehr OSP Leśnica
- Fußballverein LZS Sokół Leśnica
- Folkloreverein Klub Miłośników Folkloru Śląska Opolskiego

## Städtepartnerschaften
- Lützelbach (Deutschland)
- Crostwitz (Deutschland)
- Černošice (Tschechien)
- Gerbrunn (Deutschland)
- Karnes City (USA)
- Voitsberg (Österreich)
- Hirschaid (Deutschland)

## Persönlichkeiten

### Söhne und Töchter der Stadt
- Theodor Aufrecht (1822–1907), Indologe und Sanskritist
- Joseph Glowatzki (1847–1936), katholischer Geistlicher
- Falk Valentin Grünfeld (1837–1897), Textilkaufmann und Einzelhandelsfunktionär
- Bruno Schindler (1882–1964), Sinologe
- Eugen Piwowarsky (1891–1953), Werkstoffwissenschaftler
- Walter Gottschalk (1893–1952), Politiker (NSDAP)
- Gerhard Schaffran (1912–1996), Bischof von Dresden-Meißen
- Hans Lipinsky-Gottersdorf (1920–1991), Schriftsteller

### Persönlichkeiten, die vor Ort wirkten
- Friedrich Gerhardt (1828–1921), Maler, lebte zeitweise in Leschnitz
- Joachim Widera (1929–1994), Journalist, besuchte die Volksschule in Bergstadt

## Gemeinde
Neben der Stadt Leschnitz gehören folgende Ortsteile zur Gemeinde: